# Hans Benedikt Gottschalk
Hans Benedikt Gottschalk (* 1930; † 4. April 2004) war ein deutsch-britischer Klassischer Philologe und Philosophiehistoriker.

## Leben
Gottschalk kam 1938 von Deutschland, wo er geboren wurde, nach England. Nach dem Schulbesuch studierte er klassische Philologie am Peterhouse der University of Cambridge und schloss das Studium 1952 ab. 1957 wurde er mit einer Arbeit zur Kritik und Entwicklung der Philosophie des Aristoteles im frühen Peripatos zum Ph.D. promoviert. Verschiedene Stipendien hatten ihm das Promotionsstudium ermöglicht. Nach einer kurzen Tätigkeit an der Uppington School wurde Gottschalk im Januar 1958 zum Assistent Lecturer ernannt, im folgenden Jahr zum Lecturer. 1981 wurde er zum Senior Lecturer und 1982 schließlich zum Reader in classics ernannt. Im September 1996 ging Gottschalk in den Ruhestand. Gottschalk war Council member der Society for the Promotion of Hellenic Studies und Mitglied der Northern Association for Ancient Philosophy. Er wurde 2003 mit einer Konferenz zu Herakleides Pontikos geehrt.

## Forschungsschwerpunkte
Gottschalk forschte im Wesentlichen auf dem Gebiet der postaristotelischen Philosophie, insbesondere zum Peripatos. Zu den Philosophen, denen er sich widmete, gehörten Theophrast, dessen Nachfolger in der Leitung des Lykeion, Straton von Lampsakos, und Herakleides Pontikos.

## Schriften (Auswahl)
- Strato of Lampsacus. Some texts edited with a commentary. W. S. Maney and Son, Leeds 1965 (Rezension von François Lasserre, in: L'antiquité classique 35, 1966, S. 634–635 (online)).
- Lucretius on the „Water of the Sun“. In: Philologus 110, 1966, S. 311–315.
- Notes on the Wills of the Peripatetic Scholarchs. In: Hermes 100, 1972, 314–342.
- Heraclides of Pontus. Clarendon Press, Oxford 1980, ISBN 0-19-814021-5.
- Aristotelian Philosophy in the Roman World. In: Aufstieg und Niedergang der römischen Welt, Band II.36.2, Walter de Gruyter, Berlin/New York 1987, S. 1079–1174.
- The Earliest Aristotelian Commentators. In: Richard Sorabji (Hrsg.): Aristotle Transformed. The Ancient Commentators and Their Influence. 2., überarbeitete Auflage. Bloomsbury, London 2016, S. 61–88
- Continuity and Change in Aristotelianism. In: Richard Sorabji (Hrsg.): Aristotle and After (= Bulletin of the Institute of Classical Studies. Supplementband 68). London 1997, S. 109–115.
- Theophrastus and the Peripatos. In: Johannes Max van Ophuijsen, Marlein Van Raalte (Hrsg.): Theophrastus. Reappraising the Sources. Transaction Publishers, New Brunswick/London 1998, S. 281–298 (Auszüge online).
- Eudemus and the Peripatos. In: István Bodnár, William Wall Fortenbaugh (Hrsg.): Eudemus of Rhodes. Transaction Publishers, New Brunswick/London 2002, S. 25–37 (online).